# Amtsgericht Hadamar

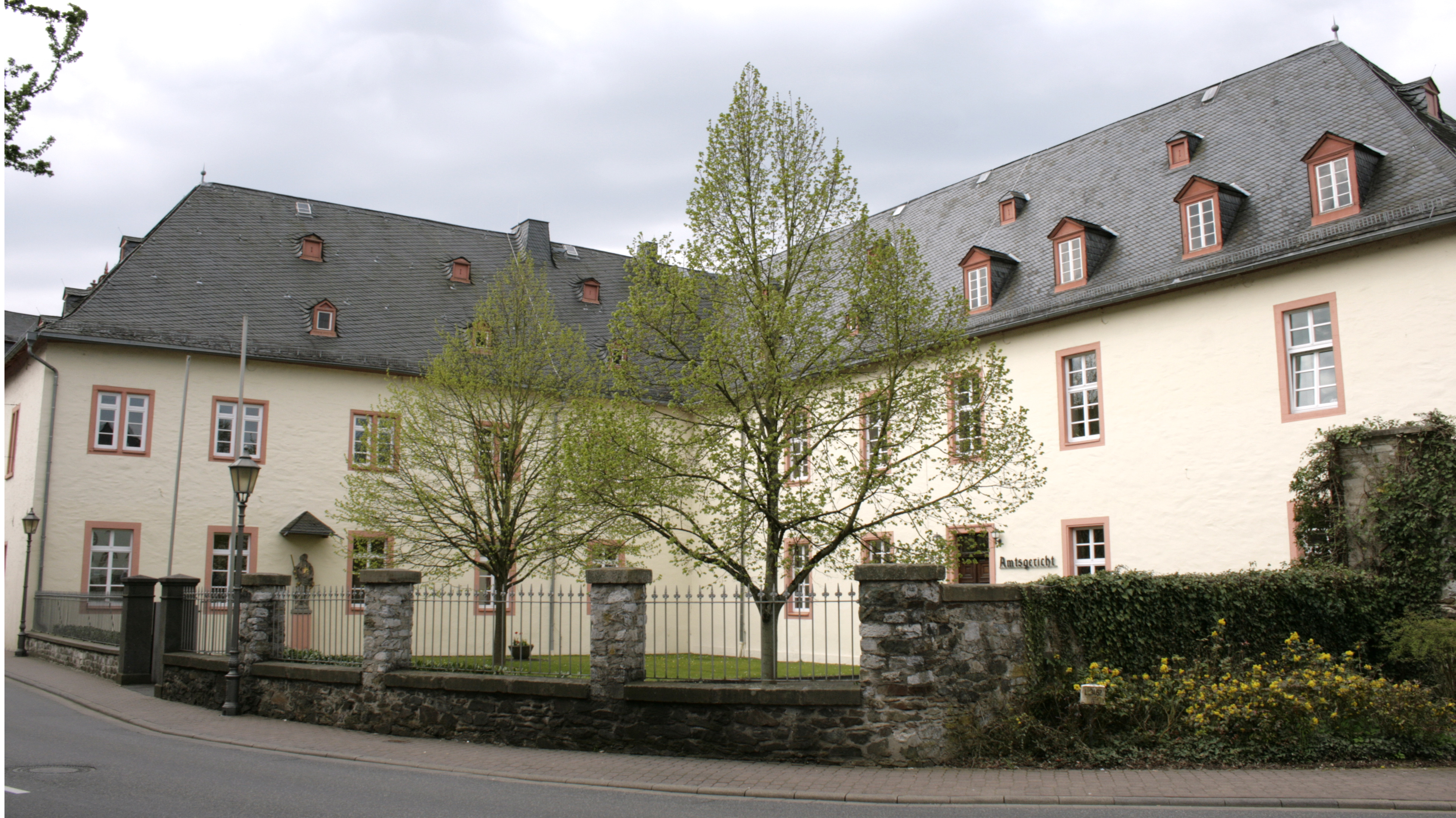
Amtsgerichtsgebäude

Das Amtsgericht Hadamar war ein Gericht der ordentlichen Gerichtsbarkeit in Hadamar.

## Geschichte
Mit § 12 der Verordnung vom 22. Februar 1867 wurde nach der Annexion Nassaus durch Preußen die Trennung von Verwaltung und Justiz angeordnet. Diese war im Herzogtum Nassau nicht gegeben. Die Ämter waren sowohl Verwaltungsbezirke als auch Gerichte erster Instanz. Für Hadamar war das Amt Hadamar zuständig. Mit Verordnungen vom 26. Juni 1867 und 21. August 1867 wurde die Justizfunktion den neu geschaffenen Amtsgerichten, darunter dem Amtsgericht Ems übertragen. Das Amtsgericht Hadamar war zunächst dem Kreisgericht Limburg nachgeordnet und verfügte über eine Richterstelle. Seinen Sprengel bildeten Ems, Becheln, Dausenau, Dessighofen, Dienethal, Dornholzhausen, Geisig, Hömberg, Kemmenau, Misselberg, Oberwies, Schweighausen, Sulzbach und Zimmerschied.
Am 1. Oktober 1879 traten die Änderungen des Gerichtsverfassungsgesetzes in Kraft. Das Amtsgericht Hadamar blieb bestehen, anstelle des aufgelösten Kreisgerichtes Limburg trat nun aber das Landgericht Limburg. Sein Sprengel umfasste nun aus dem Unterlahnkreis das Amt Hadamar. Am Gericht bestanden 1880 drei Richterstellen. Das Amtsgericht war damit ein mittelgroßes Amtsgericht im Landgerichtsbezirk.
Im Jahre 2004 wurde das Amtsgericht Hadamar aufgehoben. Heute besteht in Hadamar eine Zweigstelle des Amtsgerichts Limburg.

## Amtsgerichtsgebäude
Als Amtsgerichtsgebäude wurde der Neue Bau des Schlosses Hadamar genutzt. Heute hat die Zweigstelle des Amtsgerichts Limburg dort ihren Sitz.